# Мјузикл
Мјузикл је жанр у филмској и позоришној умјетности настао почетком 20. вијека као облик позоришне представе која комбинује пјесме, говорни дијалог, глуму и плес. Прича и емотивни садржај музике — хумор, патетика, љубав, гнијев — преносе се ријечима, музиком, покретом и техничким аспектима забаве као интегрисане цјелине. Настао је из потребе за забавом позоришне публике. Тематика мјузикла може да буде прича из свакодневног живота или прерађено књижевно дјело. Либрета мјузикла је најчешће заснована на вриједним књижевним остварењима — књижевном тексту позоришних комада или романа, а музичке тачке носе обиљежја америчке забавне и џез музике. Балет је саставни дио драмске радње, па је и улога кореографа истакнута у реализацији појединих музичких комедија. Иако се музичко позориште преклапа са другим позоришним формама попут опере и плеса, може се разликовати по једнаком значају који се музици даје у поређењу са дијалогом, покретом и другим елементима. Од раног 20. вијека, позоришна дјела музичког театра обично се називају мјузиклима.
Иако је музика била дио драматичних презентација од давних времена, модерно западно музичко позориште појавило се током 19. вијека, са многим структуралним елементима успостављеним у радовима Гилберта и Саливана у Британији и Едварда Харигана и Тонија Харта у Америци. Након њих услиједиле су бројне Едвардовске музичке комедије и музичка позоришна дјела америчких стваралаца попут Џорџа М. Кохана на прелазу у 20. вијек. Мјузикл Принцес (1915—1918) и друге паметне представе као што су Теби ја пјевам (1931), су умјетнички корак напријед изван Ревеа и других површних видова забаве са почетка 20. вијека и довеле су до преломних дјела попут Путујуће позориште (1927) и Оклахома (1943). Неки од најпознатијих мјузикла кроз деценије које су услиједиле су: Прича са западне стране (1957), Фантастични (1960), Коса (1967), Плесни збор (1975), Мачке (1981), Јадници (1985), Оперски фантом (1986), Изнајмљивање (1996), Продуценти (2001), Зао (2011) и Хамилтон (2015).
Мјузикли се изводе широм свијета. Они могу бити представљени у великим просторима, као што су широкобуџетне продукције Бродвеја или Вест Енда, у Њујорку или Лондону. Алтернативно, мјузикли могу бити постављени у мањим просторима, као што су рубни театар, оф Бродвеј, оф оф Бродвеј, регионално позориште или позоришна продукција у заједници, или на турнејама. Мјузикле често представљају аматерске и школске групе у црквама, школама и другим представама. Поред Сједињених Држава и Британије, у континенталној Европи, Азији, Аустралији, Канади и Латинској Америци постоје живописне сцене музичког театра.

## Дефиниција и опсјег

### Књижевни мјузикли
Од 20. вијека, „књижевни мјузикл“ је дефинисан као музичка игра у којој су пјесме и плесови потпуно интегрисани у добро урађену причу са озбиљним драматичним циљевима који могу евоцирати истинске емоције, осим смијеха. Три главне компоненте књижевног мјузикла су његова музика, текстови и књига. Књига или сценарио мјузикла односи се на причу, развој лика и драмску структуру, укључујући говорни дијалог и сценске правце, али може се односити и на дијалог и стихове заједно, који се понекад називају и либрето (италијански за „књижица“). Музика и текстови заједно чине драмску музику и укључују пјесме, сценску музику и музичке сцене, које су „позоришни низ(ови) постављени у музику, често комбинујући пјесму са говорним дијалогом“. За интерпретацију мјузикла одговоран је његовог креативни тим, који укључује режисера, музичког директора, обично кореографа, а понекад и оркестра. Продукцију мјузикла такође креативно карактеришу технички аспекти, као што су сценографија, костими, сценска својства (реквизити), освјетљење и звук. Креативни тим, дизајни и интерпретације углавном се мијењају од оригиналне продукције до успјешне продукције. Неки производни елементи, међутим, могу се задржати од оригиналне продукције, на примјер, кореографија Боба Фоса у Чикагу.
Не постоји фиксна дужина музике. Иако се може кретати од кратке забаве са једним чином до неколико чинова и неколико сати (или чак вишесатне презентације), већина мјузикала креће се од један и по до три сата. Мјузикли се обично приказују у два чина, са једним кратким одмором, а први чин је често дужи од другог. Први чин углавном уводи готово све ликове и већину музике и често се завршава увођењем драматичног сукоба или компликација заплета, док други чин може увести неколико нових пјесама, али обично садржи репризе важних музичких тема и рјешава сукоб или компликације. Књижни мјузикл обично се гради око четири до шест главних тема, које се репризирају касније у емисији, мада се понекад састоји од низа пјесама које нису директно повезане са музиком. Говорни дијалог је углавном испреплетен између музичких бројева, мада се може користити и „отпјевани дијалог“ или рецитатив, посебно у такозваним „отпјеваним“ мјузиклима као што су Исус Христ — Суперзвијезда, Фалсетос, Јадници, Евита и Хамилтон. Последњих деценија у једном чину представљено је неколико краћих мјузикла на Бродвеју и Вест Енду.
Тренуци највећег драматичног интензитета у књижном мјузиклу често се изводе у пјесми. Пословично, „када емоција постане превише јака за говор — пјеваш; када постане превише јака за пјесму, онда плешеш”. У књижевном мјузиклу, пјесма је идеално рађена да одговара лику (или ликовима) и њиховој ситуацији унутар приче; иако је у историји мјузикла било времена (нпр. од 1890-их до 1920-их) када је та интеграција музике и приче била изразита. Критичар The New York Times-а, Бен Брантлеј описао је идеал пјесме у позоришту приликом ревизије мјузикла Цигани 2008. године: „Између пјесме и карактера уопште не постоји раздвајање. То се догађа у оним необичним тренуцима када музичари досијежу горе како би постигли своје идеалне разлоге за то“. Обично се много мање ријечи пјева у петоминутној пјесми него што се изговара у петоминутном блоку дијалога. Према томе, мање је времена за развијање драме у мјузиклу него за равно играње еквивалентне дужине, јер мјузикл обично посвјећује више времена музици, него дијалогу. Унутар компримиране природе мјузикла, писци морају да развију и ликове и заплет.
Материјал представљен у мјузиклу може бити оригиналан, или се може прилагодити романима (Зли и Човјек из Ла Манче), драмама (Здраво, Доли и Рингишпил), класичним легендама (Камелот), историјским догађајима (Евита) или филмовима (Продуценти и Били Елиот). С друге стране, многа успјешна музичка позоришна дјела прилагођена су филмском мјузиклу, попут: Прича са западне стране, Моја лијепа госпођице, Моје пјесме, моји снови, Оливер и Чикаго.

### Поређења са опером
Музичко позориште је уско повезано са позоришним обликом опере, али се обично разликују одмјеравањем низа фактора. Прво, мјузикли углавном имају већи фокус на говорном дијалогу. Неки мјузикли су, међутим, у потпуности праћени и пјевани, док неке опере, попут Чаробне фруле и већине оперета, имају неки дијалог без пратње. Друго, мјузикли такође укључују више плеса као суштинског дјела приповиједања, посебно од стране главних извођача као и хора. Треће, мјузикли често користе разне жанрове популарне музике или барем популарне пјевачке и музичке стилове.
Мјузикли обично избјегавају одређене оперне конвенције. Посебно, мјузикл се готово увијек изводи на језику своје публике. На примјер, мјузикли настали на Бродвеју или Вест Енду се увек пјевају на енглеском језику, чак и ако су оригинално написани на неком другом језику. Док је оперски пјевач прије свега пјевач, а тек друго глумац (и ријетко ко треба да игра), извођач мјузикла је најприје глумац, али мора да буде и пјевач и плесач. Неко ко је подједнако постигнут у све три дисциплине, назива се "троструком пријетњом". Композитори музике за мјузикле често узимају у обзир вокалне захтјеве улога са представницима музичког позоришта. Данас велика позоришта која постављају мјузикле углавном користе микрофоне и појачања глумачких пјевачких гласова на начин који се у оперетном контексту обично не одобрава.
Нека дјела, као што су на примјер дјела Џорџа Гершвина, Леонарда Бернстајна и Стивена Сондхајма, направљена су и у „мјузиклу“ и у „оперској“ продукцији. Слично томе, неке старије оперете или лагане опере (попут Пирати Патенце" од Гилберта и Саливана) настале су у модерним адаптацијама које их третирају као мјузикле. За нека дјела стилови продукције су готово једнако важни као и музички или драмски садржај дјела у одређивању у коју умјетност комад спада. Сондхајм је рекао: "Стварно мислим да када нешто наступа у Броадвеју — то је мјузикл, а када се игра у оперској кући — то је опера. То је то. То су терен, природа, очекивања публике који то чине једним или другим“. Остаје преклапање у форми између лакших оперских форми и музички сложенијих или амбициознијих мјузикала. У пракси је често тешко разликовати различите врсте музичког позоришта, укључујући „музичку игру“, „музичку комедију“, „оперету“ и „лаку оперу“.
Попут опере, пјевање у мјузиклу генерално прати инструментални ансамбл назван пит оркестар, који се налази у спуштеном простору испред бине. Док опера обично користи конвенционални симфонијски оркестар, мјузикли углавном користе ансамбл, од 27 свирача до свега неколико свирача. Рок музичари обично користе малу групу углавном рок инструмената, а неки музичари могу да захтијевају само клавир или два инструмента. Музика у мјузиклима користи читав низ „стилова и утицаја, укључујући оперете, класичне технике, народну музику, Џез и локалне или историјске стилове који су одговарајући за подешавање“. Мјузикл може да почне са увертиром од стране оркестра, који заједно изводе неколико познатих мелодија.

### Источне традиције и други облици
Постоје разне источне традиције позоришта које укључују музику, попут кинеске опере, тајванске опере, јапанске Но драме и индијског музичког позоришта, укључујући санскритску драму, индијски класични плес, позориште Парси и јакшагана. Индија је од 20. вијека продуцирала бројне мјузикле, назване „боливудски“ мјузикли, а у Јапану се последњих деценија развио низ 2.5 Д мјузикала заснованих на популарним аниме и манга стриповима.
Краће или поједностављене „млађе“ верзије многих мјузикала доступне су школама и омладинским групама, а врло кратка дјела која су деца створила или прилагодила за извједбу понекад се називају и мини мјузикли.

## Историја

### Ране претече музичког позоришта
Представе музичког позоришта у Европи могу се пратити до позоришта древне Грчке, гдје су музика и плес били укључени у сценске комедије и трагедије током 5. вијека прије нове ере. Музика из древних форми је, међутим, изгубљена и мало је утицала на каснији развој мјузикала. У 12. и 13. вијеку, вјерске драме предавале су литургију. Групе глумаца користиле би вагоне на отвореном (позорнице на точковима) да би испричали сваки дио приче. Поетске форме су се понекад наизмјенично промијениле с прозним дијалозима, а литургијски напјеви уступили су мјесто новим мелодијама.
У европској ренесанси, старији облици развијали су се у два претходника мјузикла: комедија дел арте, гдје су храбри кловнови импровизовали познате приче, а касније и оперске буфове. У Енглеској су Елизабетанске и Јаковске представе често укључивале музику, а кратке музичке представе почеле су да се укључују у вечерње драматичне забаве. Дворске маске су развијене током периода владавине Тјудора, како би укључили музику, плес, пјевање и глуме, често са скупим костимима и комплексним сценским дизајном. Оне су се развиле у отпјеване драме које су препознатљиве као енглеске опере, а првом се најчешће сматрала Опсада Родоса (1656). У међувремену, у Француској је Молијер претворио неколико својих фарсичних комедија у музичке забаве са пјесмама (музику обезбиједио Жан-Батист Лили) и плесом крајем 17. вијека. Они су утицали на кратак период енглеске опере, композитора попут Џона Белова и Хенрија Персела.
Од 18. вијека, најпопуларнији облици музичког театра у Британији биле су опере балада, попут балада Џона Гаја Опере бегара, које су укључивале текстове написане на основу мелодија популарних пјесама тог дана, а касније и пантомиме, која се развила из комедије дел арте, и стрип опере са највише романтичних црта линија, као што је дјело Мајкла Балфеа Бохемска дјевојка (1845). У међувремену, на континенту су се развијале, зингшпил, комедија водвиљ, комична опера, зарзуела и други облици лаке музичке забаве. Бегарова опера била је прва снимљена дуготрајна игра било које врсте, која се изводила 62 пута узастопно 1728. Прошло је скоро вијек прије него што је било која представа извођена 100 пута заредом, али рекорд је убрзо достигао 150 у касним 1820-им. Други облици музичког театра развијени су у Енглеској до 19. века, попут музичке дворане, мелодраме и бурлета, који су делом популаризовани јер је већина лондонских позоришта лиценцирана само као музичке дворане и није им било дозвољено да представљају представе без музике.
Колонијална Америка није имала значајно позоришно присуство све до 1752. године, када је лондонски предузетник Вилијам Халам послао друштво глумаца у колоније којима управља његов брат Луис. У Њујорку, у љето 1753. године, изводили су опере са баладама, попут Бегар опере и баладе фарсе. До 1840-их, П. Т. Барнум је управљао забавним комплексом на доњем Менхетну. Друга рана музичка позоришта у Америци састојала су се од британских форми, попут бурлета и пантомима, али назив комада није нужно дефинисао шта је то. Бродвеј екстраваганца — Магични изазов из 1852. године представљао се као Серија комичних и трагичних оперативних историјских екстравагантних бурлетистичких прича о очарању (Comico Tragico Operatical Historical Extravaganzical Burletical Tale of Enchantment). Позориште у Њујорку преселило се из центра града постепено у средину, око 1850. године, и стигло је на подручје Тајмс сквера тек 1920-их и 1930-их. Њујоршки представе заостајале су далеко од оних у Лондону, али "музичка бурлета" Лауре Кин — Седам сестара (1860), срушила је претходни рекорд музичког позоришта у Њујорку, са 253 представе заредом.

### 1850—1880
Око 1850. године, француски композитор Ерв, експериментисао је са обликом комичног мјузикла који је назвао оперета. Најпознатији композитори оперета били су Жак Офенбах од 1850-их до 1870-их и Јохан Штраус II у 1870-им и 1880-им. Офенбахове плодне мелодије, у комбинацији са духовитом сатиром његових либретиста, обликовале су модел мјузикла који је услиједио. Адаптације француских оперета (извођене у углавном лошим, ризичним преводима), музичких бурлески, музичке дворане, пантомиме и бурлета доминирале су на лондонским музичким позорницама 1870-их.
У Америци, музичка позоришна забава средином 19. вијека укључивала је ревију сирове разноликости, која се на крају развила у водвиљ, представе минстреља, које су прешле преко Атлантика у Британију и викторијанску бурлеску, коју су у САД прво популаризовале британске трупе. Изузетно успјешан мјузикл, који је премијерно приказан у Њујорку 1866. године — Црни круг, био је оригинални музички позоришни комад који је био у складу са многим модерним дефиницијама мјузикла, укључујући плес и оригиналну музику коју су помогли да се исприча прича. Спектакуларна продукција, позната по својим оскудним костимима, изборила се за рекордне 474 представе заредом. Исте године, Црна домина / Између вас, мене и поште, била је прва емисија која је себе назвала "музичком комедијом". Комичари Едвард Хариган и Тони Харт продуцирали су и глумили у мјузиклима на Бродвеју између 1878. (Малиган гард пикник) и 1885. године. Ове музичке комедије садржавале су ликове и ситуације преузете из свакодневног живота њујоршких нижих класа и представљале су значајан корак напријед ка већој легитимној позоришној форми. Глумили су висококвалитетне пјевачице (Лилијан Расел, Вивијан Сегал и Фај Темплетон) умјесто дама сумњиве репутације које су глумиле у ранијим музичким формама.
Како се транспорт побољшавао, сиромаштво у Лондону и Њујорку се смањивало, а улична расвјета постала је сигурнија за путовања ноћу, број заштитника за све већи број позоришта се енормно повећао. Представа је трајала дуже, што је довело до већег профита и побољшаних вриједности производње, а мушкарци су почели да доводе своје породице у позориште. Прво музичко позоришно дјело које је прешло 500 узастопних приказивања била је француска оперета Звона Нормандије 1878. Енглеска комична опера усвојила је многе од успјешних идеја европске оперете, ништа успјешније од серијала од више десетина дугогодишњих стрип опера Гилберта и Саливана, укључујући ХМС Пинафјор (1878) и Микадо (1885). То је била сензација на обје стране Атлантика и у Аустралији и помогла је у подизању стандарда за оно што се сматрало успјешним шоуом. Ове емисије су биле дизајниране за породичну публику и биле су контраст између ризичних бурлески, непристојних шоуа у музичким дворанама и француских оперета које су понекад привукле гомилу која тражи мање здраву забаву. Само неколико музичких комада из 19. вијека премашило је број наступа Микадоа, попут Дороти, која је први пут приказана 1886. године и поставила је нови рекорд са 931 наступом заредом. Утицај Гилберта и Саливана на касније мјузикле био је дубок, стварајући примјере како да се "интегришу" мјузикли тако да текст и дијалог напредују кохерентном причом. Њихова дјела су копирали рани аутора и композитора мјузикала у Британији и Америци.

### Од 1890-их до 20. вијека
Путовање у Кинески град (1891) био је дугогодишњи рекордер Бродвеја (до Ирене 1919), са 657 представа заредом, али су представе у Њујорку и даље биле релативно кратке, са неколико изузетака, у поређењу са представама у Лондону, све до 1920-их. Гилберт и Саливан су пиратизовани и копирани у Њујорку, од стране продукција као што су Робин Худ Реџиналда де Ковена, (1891) и Ел капитан Џона Филипа Соузе (1896). Излет у Кантаун (1898) била је прва музичка комедија у потпуности продуцирана и изведена од стране Афроамериканаца на Бродвеју (у великој мјери инспирисана рутином Минстрел шоуа), након чега су слиједили регтајм шоуи. Стотине музичких комедија представљено је на Бродвеју током 1890-их и почетком 20. вијека, састављених од пјесама написаних у њујоршком Тин Пан Алеју, укључујући и оне Џорџа М. Кохана, које су радили на стварању америчког стила различитог од радова Гилберта и Саливана. Најуспјешније представе у Њујорку често су биле праћене обимним националним турнејама. Марк Еван Шварц, у својој књизи — Оз прије дуге, описује обимно путовање возом трупе мјузикла Чаробњак из Оза, чија је турнеја почела 1903. и трајала је 9 година.
У међувремену, мјузикли су преузели лондонску позорницу у геј деведесетим, под вођством продуцента Џорџа Едварда, који је сматрао да публика жели нову алтернативу комичним операма у стилу Савои и њиховим интелектуалним, политичким, апсурдним сатирама. Експериментисао је са модерним одјевањем, породичним музичким позоришним стилом, са лаганим, популарним пјесмама, жустрим, романтичним забавама и стилским спектаклом у Гајетију и другим његовим позориштима. Они су се ослањали на традицију комичне опере и користили су елементе бурлеске и комаде Харигана и Харта. Замијенио је непристојне жене бурлеске са својим „угледним“ корпусом Гајети дјевојака, како би употпунио музичку и визуелну забаву. Успјех првих од њих — У граду (1892) и Гајети дјевојка (1893) поставили су стил за наредне три деценије. Заплети су углавном били лагани, романтични; „сиромашна дјевојака воли аристократа и осваја га упркос изгледима“, уз музику Ивана Карила, Сиднија Џонса и Лионела Монктона. Ове представе су одмах копиране у Америци, а Едвардовска музичка комедија збрисала је раније музичке форме комичне опере и оперете. Гејша (1896) била је једна од најуспјешнијих мјузикала 1890-их, емитована је више од двије године и постигла је велики међународни успјех.
Љепотица из Њујорка (1898), постао је први амерички мјузикл који је у Лондону гостовао више од годину дана. Британска музичка комедија Флородора (1899) била је популарна са обје стране Атлантика, као и Кинески медени мјесец (1901), који се изборио за рекордних 1,074 наступа у Лондону и 376 у Њујорку. Након преласка у 20. вијек, Сејмур Хикс се удружио са Едвардом и америчким продуцентом Чарлсом Фроманом, како би створио још једну деценију популарних представа. Остали хитови Едвардовске музичке комедије укључују Аркадијанце (1909) и Квекер дјевојку (1910).

### Почетак 20. вијека
Готово елиминисане са сцене енглеског говорног подручја, од стране свеприсутне едвардовске музичке комедије, оперете су се са 'Веселом удовицом вратиле у Лондон и Бродвеј 1907. године, а адаптације континенталних оперета постале су директна конкуренција мјузиклима. Франц Лехар и Оскар Штраус компоновали су нове оперете које су биле популарне на енглеском језику до почетка Првог свјетског рата. У Америци, Виктор Херберт је продуцирао низ трајних оперета, укључујући Прича судбине (1898), Дјевојке у Тојланду (1903), Мајл Модисте (1905), Црвени млин (1906) и Неваљала Маријета (1910).
Током 1910-их, тим који су чинили Пелам Гренвил Водехаус, Гај Болтон и Џером Керн, идући стопама Гилберта и Саливана, креирали су шоу 'Принцеза Позоришта и утрлу пут Керновом каснијем раду, показујући да мјузикл може да комбинује лагану, популарну забаву са континуитетом између њене приче и пјесама. Историчар Гералд Бордман је написао:
Ове емисије изградиле су и угладиле калуп из којег су настале скоро све касније велике музичке комедије... Ликови и ситуације су, у ограничењима лиценце музичке комедије, били вјероватни, а хумор је произашао из ситуација или природе ликова. Кернове изврсне лебдеће мелодије употријебљене су за унапређење акције или развијање карактеризације... Едвардовска музичка комедија често је била крива за уметање пјесама на начин који није погодио. Мјузикли Принцеза позоришта довели су до промјене у приступу. П. Г Водехаус, најгледанији, најписменији и најдуховитији текстописац свог времена. Утицај тима Болтон, Водехаус и Керн осјећа се до данас.
Позоришној публици била је потребна ескапистичка забава током мрачних година Првог свјетског рата. Хитри мјузикл Ирена из 1919. године, приказан је 670 пута, што је био рекорд Бродвеја, који се задржао до 1938. Британска позоришна јавност подржавала је далеко дуже наступе попут оне Собарица из планине (1.352 представе), а посебно Чу чин шоу. Његов низ од 2.238 извођења био је више него двоструко дужи од било којег претходног мјузикла, постављајући рекорд који је стајао скоро четрдесет година. Ревизије попут Бинг Бојси су овдје у Британији, као и дјела Флоренса Зигфелда и његових имитатора у Америци, такође су била изузетно популарна.
Мјузикли Бурних двадесетих, који су позајмљивали од водвиља, мјузикхола и других лаких забавних садржаја, обично су истицали велике плесне рутине и популарне пјесме на рачун заплета. Типичне за ту деценију биле су лагане продукције попут Сали, Госпођице, Буди добра, Не, Не, Нанет, Ох, Кај и Смијешно лице. Упркос причама које се заборављају, ови мјузикли садржавали су звијезде попут Мерилин Милер и Фреда Астера и продуцирали су на десетине трајних популарних пјесама Керна, Џорџа и Ира Гершвина, Ирвингом Берлином, Кола портера и Роџерс и Харт. Популарном музиком доминирали су стандарди музичког позоришта, попут дјела Фасцинантни ритам, Чај за двоје и Неко да пази на мене. Многи шоуи су били ревије, серије скица и пјесама са мало или никаквом везом између њих. Најпознатији од њих били су годишњи спектакуларни прегледи пјесме и плеса на Бродвеју, Зигфелда Фолиса, који садрже екстравагантне сетове, сложене костиме и прелијепе дјевојке припјева. Ови спектакли су такође повећали продукцијске вриједности, а монтажа мјузикла је генерално постала скупља. Помјерајте се (1921), била је прва потпуно Афроамеричка емисија, која је била хит на Бродвеју. Нова генерација композитора оперета појавила се и током 1920-их, попут Рудолфа Фримла и Сигмунда Ромберга, како би створили низ популарних Бродвеј хитова.
У Лондону су звијезде писци, попут Ивора Новела и Ноела Коварда, постали популарни, али примат британског музичког театра од 19. вијека до 1920. године постепено је замијењен америчким иновацијама, посебно послије Првог свјетског рата, када су Керн и други композитори Тин Пан Алеја почели да доносе нове музичке стилове попут регтајма и џез у позоришта, а браћа Шуберт преузела су контролу над позориштима у Бродвеју. Писац мјузикала — Ендру Ламбна истакао је: „Оперски и позоришни стилови друштвених структура деветнаестог вијека замијењени су музичким стилом погоднијим за друштво двадесетог вијека и његов вернакуларни идиом. Из Америке се појавио директнији стил, а у Америци је био у стању да цвјета у друштву у развоју које је мање заклоњено традицијом из деветнаестог вијека“. У Француској су у раним деценијама вијека писали музичке комедије (comédie musicale) за звијезде попут Ивоне Принтемп.

### Путујуће позориштеи Велика криза
Напредујући далеко више од релативно неозбиљних мјузикла и сентименталних оперета деценије, Бродвејов мјузикл Путујуће позориште (Show boat) (1927) представљао је још потпунију интеграцију књиге и партитура од мјузикала Позоришта принцезе, са драматичним темама које су испричане кроз музику, дијалог, поставку и покрет. То је постигнуто комбиновањем текста Кернове музике са вјештим либретом Оскара Хамерстејна II. Један историчар је написао: „Овдје смо дошли до потпуно новог жанра - музичке игре која се разликује од музичке комедије. Сада ... све остало је подређено тој представи. Сада ... је дошло до потпуне интеграције пјесми, хумора и продукцијских бројева у јединствену и нераскидиву умјетничку цјелину.“
Како је почела Велика криза током пост Бродвејеве националне турнеје Путујућег позоришта, јавност се окренула углавном лаганој, ескапистичкој забави пјесама и плеса. Публика са обје стране Атлантика имала је мало новца да потроши на забаву, а само је неколико сценских представа било гдје премашило серију од 500 приказивања током деценије. У ревији Караван (1931) глумили су плесни партнери Фред Астер и његова сестра Адел, док је Портеров мјузикл Све пролази (1934) потврдио позицију Етел Мерман као прве даме музичког позоришта, титулу коју је задржала дуги низ година. Кукавица и Новело наставили су да објављују старомодне, сентименталне мјузикле, попут Године плеса, док су се Роџерс и Харт вратили из Холивуда да створе низ успјешних бродвејских представа, укључујући На ножним прстима (1936, са Рејем Болгером, првим бродвејским мјузиклом који је драматично искористио класични плес), Дјеца под оружјем (1937) и Дјечаци из Сиракузе (1938). Портер је додао Ди Бару је била дама (1939). Комад музичког позоришта који је најдуже трајао 1930-их био је Хелзапопин (1938), ревија са учешћем публике, која је имала 1.404 представе, постављајући нови рекорд на Бродвеју.
Ипак, неколико креативних тимова почело је да гради на иновацијама Путујућег позоришта. Ох, теби пјевам (1931), политичка сатира Гершвина, био је први мјузикл који је добио Пулицерову награду. Као хиљаду навијача (1933), ревија Ирвинга Берлина и Моса Харта у којој се свака пјесма или скица темељи на новинарском наслову, била је прва представа на Бродвеју у којој је глумила Афроамериканка — Етел Ватерс, поред бијелих глумаца. Водени бројеви укључују Супер вријеме, женино нарицање за супругом који је линчован. Гершвинов мјузикл Порги и Бес (1935) садржао је потпуну афроамеричку глумачке поставу и мјешовите оперске, фолк и џез идиоме. Мјузикл Колијевка ће се љуљати (1937), који је режирао Орсон Велс, био је високополитички синдикални комад који је, упркос контроверзи створених око њега, имао 108 представа. Мјузикл Роџерса и Харта — Радије ћу бити у праву (1937) био је политичка сатира, у којој је Џорџ М. Кохан глумио предсједника Френклина Д. Рузвелта, док је комад Курта Велеја — Одмор Њујорчанина, приказао рану историју Њујорка, гдје сатиризује Рузвелтове добре намјере.
Филмска слика постављала је изазов позорници. Тихи филмови су имали ограничену конкуренцију, али до краја 1920-их филмови попут Џез пјевач могли су да се представе са синхронизованим звуком. "звучни" филмови по ниским цијенама ефективно су убили водвиљ до раних 1930-их. Упркос економским невољама 1930-их и конкуренцији у виду филма, мјузикл је преживио. Заправо, наставио је да се тематски развија изван громогласних и шоугрлс мјузикла Геј деведесетих и Бурних двадесетих и сентименталне романтике оперете, додајући техничку експертизу и брзопотезни сценски и натуралистички дијалошки стил који је водио режисер Џорџ Абот.

### 1940—1960: Златно доба

#### 1940-те
Четрдесете године 20. вијека почеле су са више хитова Портера, Ирвинга Берлина, Роџерса и Харта, Вејла и Гершвина, а неки су имали преко 500 приказивања док се економија опорављала, али умјетничка промјена била је у ваздуху.
Мјузикл Оклахома (1943), Роџерса и Хамерстејна, завршио је револуцију коју је започело Путууће позориште, чврсто интегришући све аспекте музичког позоришта, са кохезивним заплетом, пјесмама које су подстакле радњу приче, а садржао је и балет из маште и друге плесове који су унаприједили заплет и развили ликове, умјесто да користи плес као изговор за параду бесрамно обучених жена по позорници. Роџерс и Хамерстејн су ангажовали балетну кореографкињу Агнес де Мајл, која је свакодневним покретима помагала ликовима да изразе своје идеје. Оклахома је пркосила музичким конвенцијама подижући завјесу свог првог акта не на групу дјевојака које пјевају припјев, већ на жену која туче маслац, гласом ван позорнице пјевајући уводне редове оперске пјесме Oh, What a Beautiful Mornin без пратње. Мјузикл је привукао бурне критике, али је покренуо помаму на позоришним благајнама и добио је Пулицерову награду. Брук Еткинсон је написао у Њујорк тајмсу да је уводни број представе промијенио историју мјузикла, истакавши: „Послије таквог стиха, отпјеваног уз бујну мелодију, баналности старе музичке сцене постале су неподношљиве”. Био је то први '„блокбастер“ у Бродвеју, који је извео укупно 2.212 представа, и направљен је у хит филму. Остао је један од најчешће извођених тимских пројеката. Вилијам А. Еверет и Пол Р. Лирд написали су да је ово била „представа, која је, као Путујуће позориште, постала прекретница, да би каснији историчари који пишу о важним тренуцима у позоришту двадесетог вијека почели да идентификују ере у складу са њиховим односом према „Оклахоми”.
После Оклахоме, Роџерс и Хамерстејн били су најважнији дародавци музичко-игране форме. Примјери које су дали у стварању виталних представа, често богатих друштвеном мислошћу, пружили су потребно охрабрење другим надареним писцима да стварају сопствене музичке представе. Двојица сарадника створили су изванредну колекцију неких од најомиљенијих и најдирљивијих класика музичког театра, укључујући Корпус (1945), Јужни Пацифик (1949), Краљ и ја (1951) и Моје пјесме, моји снови (1959). Неки од ових мјузикала третирају озбиљније теме него већина претходних представа: негативац у Оклахоми је осумњичени убица и психопат који воли љубав према разгледницама; Рингишпил се бави злостављањем супружника, крађом, самоубиством и загробним животом; Јужни Пацифик истражује мијешање раса још темељније него Путууће позориште; а херој у мјузиклу Краљ и ја, умире на позорници.
Креативност представе стимулисала је Роџерове и Хамерстајнове савременике и покренула „Златно доба“ америчког мјузикла. Американа је приказивана на Бродвеју током „Златног доба“, када је почео да стиже ратни циклус представа. Примјер за то је У граду (1944), који су написали Бети Комден и Адолф Грин, компоновао Леонард Бернстајн, а кореографирао Џером Робинс. Прича је постављена у ратним временима и односи се на тројицу морнара који су на 24-сатној обали у Њујорку, током којих се сваки заљубљује. Представа такође даје утисак земље са неизвјесном будућношћу, какву имају и морнари и њихове жене. Ирвинг Берлин употријебио је каријеру стријелца прве класе — Ени Оукли, као основу за свој мјузикл Ени, узми свој пиштољ (1946, 1,147 приказивања). Бартон Лејн, Еј Харбург и Фред Сајди комбиновали су политичку сатиру са ирском ћудљивошћу у својој фантазији Финска дуга (1947, 725 представе); а Кол Портер је инспирацију пронашао у Шекспировом дјелу Укроћена горопад, за мјузикл Пољуби ме, Кејт (1948, 1.077 приказивања). Амерички мјузикли надвладали су старомодне представе британског кукавичког/новелског стила, чији је један од последњих великих успјеха била Новела Могућност сањања (1945, 1.021 представе). Формула за мјузикле Златног доба одражавала је једну или више од четири широко прихваћене перцепције „америчког сна“: та стабилност и вриједност произилази из љубавног односа који је санкционисан и ограничен протестантским идеалима брака; да брачни пар треба да направи морални дом са дјецом далеко од града, у предграђу или малом граду; да је женска улога била да буде домаћица и мајка; да Американци укључују независни и пионирски дух или да су сами створили свој успјех.

#### 1950-те
Педесете су биле пресудне за развој америчког мјузикла. Наелектрисани ликови у мјузиклима Дејмона Рунјона били су у сржи мјузикла Френка Лозера и Абеа Бароувса — Дјечаци и лутке (1950, 1.200 приказивања); а Калифорнијска златна грозница била је основа за мјузикл за Алена Џеја Лернера и Фредерика Ловеа — Обој свој вагон (1951). Релативно кратак период од седам мјесеци колико је представа приказивана, није обесхрабрио Лернера и Лоева да поново сарађују, овога пута на мјузиклу Моја драга дама (1956), који је био адаптација мјузикла Пигмалион Џорџа Бернарда Шоа, а у главним улогама били су Рекс Харисон и Џули Ендруз, који су са 2.717 наступа држали рекорд у Бродвеју дуги низ година. Популарни холивудски филмови рађени су од свих ових мјузикла. Надмашио је извођење два хита британских стваралаца: Дјечаков пријатељ (1954), који је имао 2.078 наступа у Лондону и обележио је Ендрузов амерички деби и био је трећи најдуговјечнији мјузикл у историји Вест Енда и Бродвеја (после Чу чин шоуа и Оклахоме), све док мјузикл Дани Салате (1954) није надмашио њихово приказивање и постао нови дугорочни рекордер, са 2.283 наступа.
Још један рекорд поставила је Опера за три гроша, која је имала 2.707 представа, поставши најдужи мјузикл ван Бродвеја до мјузикла Фантастични. Продукција је такође пропала показујући да би мјузикли могли да буду профитабилни ван Бродвеју у малом формату малог оркестра. То је потврђено 1959. године, када је приказивање оживљеног мјузикла Џерома Керна и П. Г. Водехоуса — Остави то Џејн, трајало више од двије године. Сезона ван Бродвеја 1959—1960, укључује десетак мјузикала и ревија, укључујући мјузикле Мала Мери Саншајн, Фантастични и Заљубљени Ернест, који је био музичка адаптација мјузикла Оскара Вајлда из 1895. — Важно је звати се Ернест.
Прича са западне стране (1957) селила је Ромеа и Јулију у данашњи Њујорк и претворила непријатељске породице Монтеги и Капулети у супротстављене етничке банде, млазнице и ајкуле. Књигу је адаптирао Артур Лоренс, уз музику Леонарда Бернстајна и текстове новопеченог Стивена Сондхајма. Критичари су га прихватили, али није био популарни избор за „плавокосе матине даме”, које су више вољеле Музичара Мередита Вилсона (1957), пред уличицама горње западне стране Менхетна. Гласачи за награду Тони били су сличног мишљења, будући да је награду освојио Музичар испред Приче са западне стране, која је остварила 732 наступа у Бродвеју и 1.040 у Вест Енду, док је Музичар остварио скоро двоструко више наступа — 1.375 у Бродвеју. Међутим, филмска адаптација Приче са западне стране из 1961. године била је изузетно успјешна. Лоренс и Сондхајм поново су се удружили на стварању мјузикла Цигани (1959, 702 наступа), базираног на аутобиографији стриптизете Џипси Розе Ли, гдје је Џули Стајн обезбиједио музику за бекстејџ причу о најомраженијој сценској мајци свих времена, стриптизети, мајци Џипси Розе Ли — Рози. Оригинална продукција имала је 702 наступа и добила је четири наредна оживљавања, док су се Анџела Ленсбери, Тина Дали, Бернадете Питерс и Пати Лупоне касније нашле у улози Розе, коју је прославила Етел Мерман.
Иако су режисери и кореографи имали велики утицај на музички позоришни стил још од најмање 19. вијека (В. С. Гилберт и његов кореограф — Џон Дубан, помогли су у трансформацији продукцијског стила Викторијанског мјузикла), Џорџ Абот и његови сарадници и насљедници преузели су централну улогу у интегрисању покрета и плеса у музичке позоришне продукције у златно доба. Абот је представио балет као уређај за приповиједање прича у мјузиклу На ножним прстима 1936. године, након чега је Агнес де Мајл користила балет и кореографију у Оклахоми. Након што је Абот сарађивао са Џеромом Робинсом на мјузиклу У граду и другим представама, Робинс је комбиновао улоге режисера и кореографа, наглашавајући моћ плеса у мјузиклима Прича са западне стране, Смијешна ствар догодила се на путу до форума рума (1962) и Фидлер на крову (1964). Боб Фос је радио кореографију за Абота у мјузиклима Игра у пиџами (1956) и Проклети Јенкији (1957), убацујући у те хитове разиграну сексуалност. Касније је био режисер-кореограф у мјузиклима Слатка љубави (1968), Пипин (1972) и Чикаго (1975). Остали запажени режрисери кореографи су Говер Чемпион, Томи Тун, Мајкл Бенет, Гилијан Лајн и Сузан Строман. Истакнути режисери укључују и Хала Принса, који је такође започео са Аботом и Тревора Нуна.
За вријеме златног доба, аутомобилске компаније и друге велике корпорације почеле су да ангажују таленте са Бродвеја да пишу корпоративне мјузикле, приватне представе које су видјели само њихови запосленици или купци. Педесете су завршиле са последњим хитом Роџерса и Хамерстејна — Моје пјесме, моји снови, који је такође постао нови хит за Мери Мартин. Имао је 1.443 наступа у Бродвеју и подијелио је награду Тони за најбољи мјузикл. Заједно са изузетно успјешном филмском верзијом из 1965. године, постао је један од најпопуларнијих мјузикла у историји.

#### 1960-те
Године 1960, мјузикл Фантастични, је први пут је продуциран ван Бродвеја. Ова интимна алегоријска представа тихо је приказивана више од 40 година у позоришту Саливан Стрит, у Греенвицх Виллагеу, поставши далеко најдуговјечнији мјузикл у историји. Њени аутори су произвели друга иновативна дјела током 1960-их, попут Прослављање и Хоћу! Хоћу!, први двокарактерни бродвејски мјузикл. Током 1960-их, појавили су се бројни блокбастери, попут Фидлер на крову (1964; 3.242 приказивања), Здраво, Доли! (1964; 2.844 приказивања), Забавна дјевојка (1964; 1.348 приказивања) и Човјек из Ла Манше (1965; 2.328 приказивања), и још неких ризичних комада попут Кабаре, прије него што је завршио са појавом рок мјузикала. Два мушкарца су имала значајан утицај на историју мјузикала почевши од ове деценије: Стивен Сондхајм и Џери Херман.
Први пројекат за који је Сондхајм написао и музику и текст је Смијешна ствар се десила на путу ка форуму (1962, 964 наступа), док је књига заснована на дјелима Плаута од Бурта Шевелова и Ларија Гелбарта, а глуми Зеро Мостел. Сондхајм је мјузикл помакнуо ван своје концентрације на романтичним заплетима типичним за ранија доба; његов рад је био тамнији, истражујући оштрије стране живота, и садашњости и прошлости. Остала рана Сондхајмова дјела укључују Свако може да звижди (1964, који је имао само девет наступа, упркос звијездама као што су Ли Ремик и Анџела Ленсбери), и успјешне мјузикле Друштво (1970), Лудости (1971) и Мала ноћна музика (1973). Касније је Сондхајм инспирацију пронашао у мало вјероватним изворима: отварање Јапана западној трговини, кроз мјузикл Пацифичке увертире (1976), а затим и Свини Тод, мјузикл који је заснован према легендарни у којој убојити бријач тражи освету у индустријском добу Лондона (1979); инспирацију је нашао и у сликама Жоржа Пјера Сере, за мјузикл Недеља у парку са Џорџом (1984), у бајкама за мјузикл У шуми (1987), и у колекцији предсједничких убица за мјузикл Убице (1990).
Док су неки критичари тврдили да неким Сондхајмовим мјузиклима недостаје комерцијална привлачност, други су похвалили њихову лирску софистицираност и музичку сложеност, као и међусобну интеракцију стихова и музике у његовим представама. Неке од значајних Сондхајмових иновација укључују представу представљену обрнуто (Мери, котрљамо се заједно) и Свако може да звижди, у којем се први чин завршава тако што глумица обавјештава публику да су луди.
Џери Херман играо је значајну улогу у америчком музичком позоришту, почевши од своје прве продукције на Бродвеју — Млијеко и мед (1961, 563 наступа), о оснивању државе Израел, и настављајући са блокбастер хитовима — Здраво, Доли (1964, 2.844 наступа), Маме (1966, 1.508 наступа) и Кавњз лудака (1983, 1.761 наступа). Чак су и његови мање успјешни мјузикли, попут Драги свијет (1969) и Мек и Мабел (1974) имали запажене партитуре (Мек и Мабел су касније преправљени у хит у Лондону). Пишући и ријечи и музику, многе Херманове мелодије постале су популарни стандарди, укључујући Здраво, Доли, Треба нам мало Божића, Ја сам оно што јесам, „Маме“, Најбоље од Тајмса, Прије него што парада прође, Обуци недељну одјећу, Само треба тренутак, Пријатељи у 'наручју' и Нећу послати руже, у њима су играли умјетници као што су Луј Армстронг, Ејди Џорм, Барбра Страјсенд, Петула Кларк и Бернадет Питерс. Херманова пјесмица била је тема двије популарне музичке ревије — Џеријеве дјевојке у Бродвеју (1985) и Покажи мелодију ван Бродвеја (2003).
Мјузикл се почео разликовати од релативно уских граница 1950-их. Рок музика је коришћена у неколико мјузикала на Бродвеју, почевши од Косе, која је садржававала не само рок музику, већ и голотињу и контроверзна мишљења о Вијетнамском рату, расним односима и другим друштвеним темама.

### Друштвене теме
Након што су приказани мјузикли Путујуће позориште и Порги и Бес, и како је борба у Америци и другдје за грађанска права мањина напредовала, Хамерстејн, Харолд Арлен, Јип Харбург и други охрабрени су да пишу више мјузикала и опера које су имале за циљ нормализацију друштвене толеранције мањина и успостављање расне хармоније. Радови на почетку златног доба који су се фокусирали на расну толеранцију обухватали су Финову дугу и Јужни Пацифик. Пред крај златног доба неколико представа се бавило јеврејским темама и проблемима, попут Фидлера на крову, Млијека и меда, Блица, а касније и Рагса. Првобитни концепт који је постао Прича са Западне стране, постављен је на Доњој Источној страни током прослава Ускрса и Пасхе; ривалске банде требале су да буду Јевреји и италијански католици. Креативни тим је касније одлучио да је сукоб између Пољске (бијеле) и Порторика свјежији.
Толеранција као важна тема у мјузиклима се наставила и наредних деценија. Коначни израз Приче са западне стране оставио је поруку расне толеранције. Крајем 60-их, мјузикли су постали расно интегрисани, с тим да су црно-бијели чланови чак покривали улоге једни других, као што су то радили у Коси. Хомосексуалност је такође истраживана у мјузиклима, почевши од Косе, а још јасније у мјузиклима Кавез будала, Фалцето, Изнајмљивање, Хедвиг и љути Инч и другим представама у последњим деценијама. Мјузикл Парада је осјетљиво истраживање и антисемитизма и историјског америчког расизама, а Регтајм на сличан начин истражује искуства имиграната и мањина у Америци.

### 1970-те
Након успјеха Косе, рок мјузикли су цвјетали 1970-их, уз Исус Христ суперзвијезда, Јеванђеље, Рокерска хорор представа', Евита и Два господина из Вероне. Неки од њих почели су као „концептуални албуми“ који су затим прилагођени позорници, од којих су најпознатији Исус Христ суперзвијездаи Евита. Други нису имали дијалог или су на неки други начин подсјећали на оперу, са драматичним, емотивним темама; понекад су почињали као концептуални албуми и називали су се рок операма. Представе попут Грожђе, Дјевојке из снова, Пурлије и Чаробњак из Оза донијели су значајан афроамерички утицај на Бродвеј. Различити музички жанрови и стилови били су уграђени у мјузикле и у Бродвеју и ван Бродвеја. У исто вријеме, Стивен Сондхајм је остварио успјех са неким својим мјузиклима.
Године 1975, плесни мјузикл Линија хора, настао је из снимљених сесија групне терапије, које је Мајкл Бенет водио са „Циганима“ - онима који пјевају и плешу уз подршку водећих играча, из заједнице Бродвеј. Из стотина сати касета, Џејмс Кирквуд јуниор и Ник Данте направили су књигу о аудицији за мјузикл, која је укључивала много прича из стварног живота са сесија; неки који су присуствовали сесији на крају су играли варијације себе или су играли једни друге у представи. Уз музику Марвин Хамлиша и текст Едварда Клебана, Линија хора први пут је приказана у јавном позоришту Џозеф Пап, у доњем Менхетну. Оно што је у почетку било замишљено као ограничени ангажман, на крају се преселило у позориште Шуберт на Бродвеју, гдје је одиграна 6.137 пута, поставши представа са највише приказивања у историји Бродвеја до тада. Представа је освојила награду Тони и Пулицерову награду, а њена хит пјесма — „
„What I Did for Love“, постала је стандард.
Публика на Бродвеју поздравила је мјузикле који су варирали од стила и суштине златног доба. Џон Кандер и Фред Еб истраживали су успон нацизма у Њемачкој у мјузиклу Кабаре, и убиство и медије у ери прохибиције у мјузиклу Чикаго, која се ослањала на старе технике Водвиља. Мјузикл Пипин, Стивена Шварца, постављен је у доба Карла Великог. Аутобиографски филм Федерика Фелинија — 8½, постао је мјузикл Девет Маурија Истона. На крају деценије, Евита и Свини Тод су били претходници мрачнијих, великих буџетских мјузикла 1980-их који су зависили од драматичних прича, лепршавих партитура и спектакуларних ефеката. У исто вријеме, старомодне вриједности и даље су биле прихваћене у хитовима попут Ени, 42. Улица, Мој један и једини и популарним оживљавањима Не, Не, Нанет и Ирен. Иако су многе филмске верзије мјузикла настале у 1970-им, мало је оних који су били критички или финансијски успјешни, с изузетним изузецима као што су филмови Фидлер на крову, Кабаре и Бриљантин.

### 1980-те
Осамдесетих година 20. вијека дошло је до утицаја европских „мегамјузикала“ на Бродвеј, Вест Енд и другдје. Обично садрже поп партитуру, велике спотове, спектакуларне сетове и специјалне ефекте, као што су лустер у паду (у мјузиклу Оперски фантом), слијетање хеликоптера на бину (у мјузиклу Мис Сејгон); и велики буџет. Неки мјузикли су биле засновани на романима или другим књижевним дјелима. Британски композитор Ендру Лојд Вебер и продуцент Камерон Мекинтош, започели су мегамузички феномен, заснован на пјесмама Томаса Стернса Елиота, објављен 1981. године — Мачке . Мачке су дебитовале у Бродвеју 7. октобра 1982. године, у позоришту Винтер Гарден са рекордних 6,2 милиона долара претпродаје карата. Била је то најскупља представа икад изведена у Бродвеју у то вријеме, са трошковима производње од 5,5 милиона долара, иако је повратила уложено за мање од 10 мјесеци. На дан 19. јуна 1997. године, Мачке су престигле Линију хора на првом мјесту по броју извођења у Бродвеју, са 6.138 извођења. Тада је откривено да је мјузикл имао економски утицај од 3,12 милијарди долара на Њујорк и створио је више позоришних послова него било који други ентитет у историји Бродвеја.
Лојд Вебер је наставио са мјузиклима Звјездани експрес (1984), изведен на ролерима; Оперски фантом (1986; такође са Мекинтошем), изведен из истоименог романа и Булевар сумрака (1993), из истоименог филма из 1950. године . Оперски фантом је надмашио Мачке на првом мјесту по броју извођења у Бродвеју, што је рекорд који и данас држи; до априла 2019. године, извођен је преко 13.000 пута. Француски тим Клод Мишел Шенберг и Ален Бубиљ, написали су мјузикл Јадници, заснован на истоименој књизи Виктора Ига. Продукцију у Лондону радио је Мекинтош 1985. и мјузикл је постао, и још увек је, најдуговјечнији мјузикл у историји Вест Енда и Бродвеја. У Вест Енду је изведен преко 14.000 пута, а у Бродвеју преко 6.600 пута до априла 2020. 6,680 Тим је продуцирао још један хит — мјузикл Госпођица Сајгон (1989), који је инспирисан опером Ђакома Пучинија — Мадам Батерфлај.
Огромни буџети мегамјузикала редефинисали су очекивања за финансијски успјех на Бродвеју и Вест Енду. У ранијим годинама било је могуће да се представа сматра хитом након неколико стотина извођења, али са вишемилионским трошковима продукције, представа мора да траје годинама да би се остварио профит. Мегамјузикли су такође репродуковани у продукцијама широм свијета, умножавајући свој профитни потенцијал, а истовремено ширећи глобалну заинтересованост публике за мјузикле.

### 1990-те
Деведесетих година појавила се нова генерација позоришних композитора, укључујући Џејсона Роберта Брауна и Мајкла Џона Лашјуса, који су започели с продукцијама ван Бродвеја. Најистакнутији успјех ових умјетника био је мјузикл Џонатана Ларсона — Изнајмљивање (1996), рок мјузикл (заснован на опери Боеми) о борбеној заједници умјетника на Менхетну. Иако су цијене карата за мјузикле који се изводе у Бродвеју и Вест Енду ескалирале изнад буџета многих позоришних гледалаца, Изнајмљивањеје пласиран како би повећао популарност мјузикла међу млађом публиком. Представљао је младу глумачку поставу и снажан утицај рока на партитуру; мјузикл је постао хит. Њени млади фанови, од којих су многи студенти, који себе зову Рент хедси, камповали су у позоришту Недерлендер, у Бродвеју, у нади да ће освојити лутрију за улазнице у првом реду од 20 долара, а неки су ту изложбу гледали и десетине пута. Остале представе на Бродвеју слиједиле су вођство Изнајмљивања, нудећи тако снижене дневне представе или улазнице за сталне собе, иако се попусти често нуде само студентима.
У деведесетим је такође био присутан утицај великих корпорација на продукцију мјузикала. Најважнија је била Дизнијева позоришна продукција, која је започела прилагођавање неких Дизнијевих анимираних музичких филмова за позорницу, почевши од Љепотице и звијери (1994), Краља лавова (1997) и Аиде (2000), од којих су последње двије са музиком Елтона Џона. Краљ лавова је најбрже растући мјузикл у историји Бродвеја. Мјузикл Ко је Томи (1993), позоришна адаптација рок опере Томи, постигао је 899 извођења, али је био критикован да санира причу и мјузикализује рок музику.
Упркос растућем броју великобуџетних мјузикала 1980-их и 1990-их, бројни мјузикли мањег буџета успјели су да пронађу критички и финансијски успјех, као што су Фалсетовац, Мала продавница хорора, Бет бој и Браћа по крви. Теме ових комада се увелико разликују, а музика се креће од рока до попа, али често се производе ван Бродвеја или за мања лондонска позоришта, а неке од ових представа су сматране маштовитим и иновативним.

### 21. вијек

#### Трендови
У 21. вијеку, продуценти и инвеститори су улагали са жељом да гарантују да ће надокнадити своје значајне инвестиције. Неки су узели (обично скромних буџета) шансе за нови и креативни материјал, као што су Уринтаун (2001), Авенија Ку (2003), Свијетла на тргу (2005), Прољећно буђење (2006), У висинама (2007), Поред нормалног (2009), Амерички идиот (2010) и Мормонова књига (2011). Хамилтон (2015) је "недовољно драматизирану америчку историју" претворио у необичан хит под утицајем хип-хопа. Године 2011, Сондхајм је тврдио да је од свих облика „савремене поп музике“, реп „најближи традиционалном мјузиклу.“
Међутим, већина главних продукција 21. вијека кренула је сигурним путем, са оживљавањем познатих мјузикала, као што су Фидлер на крову, Линија хора, Јужни Пацифик, Цигани, Коса, Прича са западне стране и Грејс, или са адаптацијама других доказаних материјала, попут литературе (Скарлет Пимпернел, Зао и Забавни дом), надајући се да ће представе као резултат имати уграђену публику. Овај тренд је посебно трајан са адаптацијама филмова, укључујући мјузикле Продуценти, Спамалот, Хаирспраи, Правна плавуша, боја љубичаста, Ксанаду, Били Елиот, Шрек, Рецепт за живот и дан мрмота. Неки критичари тврде да поновна употреба филмских заплета, посебно оних из Дизнија (попут Мери Попинс и Мала сирена), изједначава Бродвеј и Вест Енд мјузикл као туристичку атракцију, а не креативан спој.
Данас је мање вјероватно да би соло продуценти, попут Дејвида Мерика или Камерона Мекинтоша, подржали такву производњу. Корпоративни спонзори доминирају над Бродвејом, а често се склапају савези како би се продуцирали мјузикли, за које је потребно улагање од 10 милиона долара или више. Године 2002, на стварању мјузикла Потпуно модерна фабрика, учествовало је десет продуцената, а међу тим именима су и ентитети састављени од више појединаца. Типично, оф-Бродвеј и регионална позоришта продуцирају мање, а самим тим и мање скупе мјузикле, а развој нових мјузикла све више се одвија изван Њујорка и Лондона или у мањим просторима. На примјер, мјузикли Прољећно буђење, Забавни дом и Хамилтон, развијени су ван Бродвеја прије него што су лансирани на Бродвеј.
Неколико мјузикла се вратило у формату спектакла, који је био тако успјешан 1980-их, подсјећајући на екстраваганције које су се приказивале повремено, кроз историју позоришта, још од времена када су стари Римљани приређивали подругљиве морске битке. Примјери укључују позоришне адаптације Господара прстенова (2007), Иди са вјетром (2008) и Спајдермен: Против мрака (2011). Ови мјузикли су укључивали текстописце са мало позоришног искуства, а скупе продукције су углавном изгубиле новац. Супротно томе, Поспани старјешина, Авенија Ку, 25. годишње такмичење у спеловању округа Путнам, Ксанаду и Забавна кућа, између осталих, представљени су у мањим продукцијама, углавном непрекидном интермисијом, са кратким временом трајања и уживали су у финансијском успјеху. Часопис Тајм је 2013. објавио да је тренд Оф Бродвеја било имерзивно позориште, позивајући се на представе као што су Наташа, Пјер и велика комета из 1812. (2012) и Овдје лежи љубав (2013), у којима се инсценација одвија око и у публици. Представе су поставиле заједнички рекорд, а свака је добила 11 номинација за награде Лусил Лортел и приказала је савремену партитуру.
Синди Лопер је 2013. године постала прва композиторка која је освојила награду Тони за најбољу партитуру без мушког сарадника, за писање музике и текстова за мјузикл Настране чизме. Године 2015, први женски писачки тим, Лиса Крон и Џени Тесори, освојили су награду Тони за најбољу оригиналну партитуру (и најбољу књигу за Крон) за мјузикл Забавни дом, иако се радови мушких текстописаца и даље чешће продуцирају.

#### Џубокс мјузикли
Други тренд је био створити минимални заплет како би се уклопила колекција пјесама које су већ биле хитови. Након ранијег успјеха мјузикла Бади — Прича о Бадију Холију, која је заснована на причи о Бадију Холију, створени су бројни слични мјузикли, међу њима су Исељавање (2002, заснован на мелодијама Билија Џоела), Дјечаци из Џерсија (2006, заснован на мелодијама групе The Four Seasons), Рок кроз године (2009, на којем се нашао класични рок 1980-их) и многи други. Овај стил се често назива „џубокс мјузикл“. Слични, али више заплетени мјузикли изграђени су око канона одређене поп групе, укључујући мјузикле Мама Миа (1999, на основу пјесама групе ABBA), Наша кућа (2002, на основу пјесама групе Madness) и Сломићемо вас (2002, на основу пјесама групе Queen).

#### Филмски и ТВ мјузикли
Мјузикли активног филма били су готово мртви током 1980-их и раних 1990-их, с изузетком филмова Виктор/Викторија, Мала продавница хорора и филма Евита из 1996. године. У 21. вијеку, Баз Лурман је започео оживљавање филмског мјузикла са Мулен руж! (2001). Слиједио је Чикаго (2002), Оперски фантом (2004), Изнајмљивање (2005), Дјевојке из снова (2006), Лак за косу, Зачарана и Свини Тод: Паклени берберин из улице Флит (сви у 2007); Мама миа! (2008), Девет (2009), Јадници и Савршени корак (оба у 2012), Зачарана шума и Последњих пет година (2014) и Ла Ла Ланд (2016), између осталих. Теодор Сус Гајзел и његови мјузикли Како је Гринч украо Божић (2000) и Мачка у шеширу (2003), претворили су дјечије књиге у филмске мјузикле. Након неизмјерног успјеха Дизнија и других кућа с мјузиклима о анимираним филмовима, почевши од Мале сирене 1989. године и наставивши током 1990-их (укључујући неке филмове са више тематике за одрасле, попут Саут Парк: Већи, дужи и необрезан (1999)), мање анимираних филмских мјузикала је објављено у првој деценији 21. вијека. Жанр се вратио почетком 2010. године са анимираним мјузиклима Златокоса и разбојник (2010), Рио (2011) и Залеђено краљевство (2013). У Азији и Индији се и даље производе бројни мјузикли „Боливуда“, док се у Јапану продуцирају филмски мјузикли „Аниме“ и „Манга“.
Израђени за ТВ музичке филмове, током 1990-их били су популарни мјузикли као што су Цигани (1993), Пепељуга (1997) и Ани (1999). Неколико направљених за телевизијске мјузикле у првој деценији 21. вијека биле су адаптације сценске верзије, попут Јужног Пацифика (2001), Музичара (2003) и Једном давно на душеку (2005), и телевизијска верзија позорнице, као што је мјузикл Правна плавуша 2007. Поред тога, неколико мјузикла је снимљено на позорници и емитовано на јавној телевизији, на примјер, Контакт 2002 и Пољуби ме, Кејт и Оклахома! 2003. Мјузикл створен за ТВ — Средњошколски мјузикл (2006) и неколико његових наставака уживали су посебан успјех и били су прилагођени за сценске мјузикле и друге медије.
Године 2013, NBC је започео серију телевизијских преноса мјузикла уживо са Моје пјесме, моји снови уживо. Иако је продукција добила мјешовите критике, имала је усјпешан рејтинг. Остали садржаји укључују Петар Пан уживо! (NBC 2014), Виз уживо! (NBC 2015), представе из Велике Британије, Моје пјесме, моји снови уживо (ITV 2015), Грејс: уживо (FOX 2016), Лак за косу уживо! (NBC, 2016), Божићна прича уживо! (FOX, 2017), и Изнајмљивање: уживо (FOX 2019).
Неке телевизијске емисије поставиле су епизоде као мјузикл. Примјери укључују епизоде Али Мекбил, Ксена: Принцеза ратница („Горки апартман“ и „Лир, Лир, срца у пламену“), Психа („Психа: Мјузикл“), Бафи, убица вампира („Још једном, с осјећајем“), То је тако Рејвен, Дарија, Декстерова лабораторија, Супердјевојчице, Флеш, Једном давно, Оз, Стажисти (једну епизоду су написали креатори Авеније Ку), Бетмен: Храбри и одважни („Повреда музичког свирача“) и Веселе седамдесете (100. епизода, „Музика седамдесетих“). Други су укључивали сцене у којима ликови изненада почињу да пјевају и плешу у музичко-позоришном стилу током епизоде, попут неколико епизода Симпсонова, 30 Рока, Хане Монтане, Саут Парка, Бобових Бургерса и Породичног човјека. Телевизијска серија Коп рок широко је користила музички формат, као и серије Лет на Конкорду, Гли, Сломити и Луда бивша девојка.
Неки мјузикли су прављени посебно за интернет, укључујући блог Др. Хорибл: пјевај заједно, гдје је Др. Хорибле, којег глуми Нил Патрик Харис, суперзликовац. Од 2006. године, ријалити емисије се користе да би се помогао тржишни препород мјузикала, тако што се одржава такмичење талената (обично женског) водича. Примјери за то су Како ријешите проблем попут Марије?, Грејс: Ти си тај којег желим!, Било који сан ће се остварити, Правна плавуша: мјузикл - Потрага за Ели Вудс, Ја бих све радио и преко дуге.

## Међународни мјузикли
САД и Велика Британија биле су најактивнији извори књижних мјузикла од 19. до 20. вијека (иако су у Европапродуцирани разни облици популарне лаке опере и оперете, на примјер шпанска Зарзула, у том периоду, па и раније). Међутим, лака сцена мјузикала у другим земљама постала је активнија у 21. вијеку.
Мјузикли из других земаља енглеског говорног подручја (посебно Аустралије и Канаде), често добро пролазе на локалном нивоу и повремено достижу на Бродвеј или Вест Енд (нпр . Дјечак из Оза'‘ и Поспани старјешина). Јужна Африка има активну музичку позоришну сцену, са ревијама попут Афрички отисак и Умоџа, док су књижевни мјузикли — као што су Мачка и краљеви и Сарафина!, ишли на међународном нивоу. Локално, мјузикли попут Гдје, Љубав и зелени лук, Преко дуге: потпуно ново, потпуно геј ... екстраваганца и Планина Бангброк и чудне мале мјузикле, који се продуцирају успјешно.
Успјешни мјузикли из континенталне Европе укључују представе из (између осталих земаља) Њемачке (Еликсир и Лудвиг II), Аустрије (Плес вампира, Елизабета, Моцарт! И Ребека), Чешке (Дракула), Француске (Нотр Дам од Париза, Јадници, Ромео и Јулија и Моцарт, рок опера) и Шпаније (Не могу данас да устанем и Мјузикл Санчо Панса"').
У Јапану је дошло до раста аутохтоног облика музичког позоришта, и анимираног и живог дјела, који се углавном заснива на Аниме и Манги, као што су Кикијева доставна служба и Тенимиј. Популарна метасерија — Морнар, имала је двадесет девет мјузикала о Морнару, током тринаест година. Почев од 1914. године, низ популарних ревија извела је све женска ревија Такаразука, која тренутно представља пет извођачких трупа. У Азији, индијски боливудски мјузикл, углавном у форми филмова, изузетно је успјешан.
Почевши са турнејом Јадници 2002. године, разни западњачки мјузикли увожени су у континенталну Кину и инсценирани на енглеском језику. Покушаји локализације западних продукција у Кини започели су 2008. када је мјузикл Слава продуциран на мандаринском језику, са комплетном кинеском глумачком поставом, у Централној драмској академији у Пекингу. Од тада су друге западне продукције инсцениране у Кини на мандаринском, са кинеском глумачком поставом. Прва кинеска продукција у стилу западног мјузикла био је Златни пијесак 2005. године. Поред тога, Ли Дун, познати кинески продуцент, продуцирао је Лептирице, заснована на класичној кинеској љубавној трагедији, 2007. године као и Волим те Тереза 2011. године.

## Аматерске и школске продукције
Мјузикле често представљају аматерске и школске групе у црквама, школама и другим просторима за наступ. Главне организације које представљају аматерске позоришне групе укључују Националну асоцијацију за оперу и драму у Уједињеном Краљевству, Америчку асоцијацију позоришта у заједници у Сједињеним Америчким Државама и Међународну асоцијацију за аматерско позориште. Организације за школске позоришне групе укључују Асоцијацију за образовно позориште, која садржи 5.000 школских група у Сједињеним Државама. Иако је аматерско позориште постојало вјековима, чак и у Новом свијету, Франсоа Селије и Канимгам Бриџеман су написали 1914. године, да су прије краја 19. вијека, аматерски глумци третирани с презиром од стране професионалаца. После формирања аматерских компанија Гилберт и Саливан, лиценциране да изводе опере Савој, професионалци су препознали да аматерска друштва „подржавају културу музике и драме. Они су сада прихваћени као корисне школе за обуку за легитимне позорнице, а из волонтерских редова покупили су се многи данашњи фаворити“. Национална асоцијација за оперу и драму основана је у Великој Британији 1899. Године 1914, пријављено је да је основано скоро 200 аматерских драмских друштва, који су продуцирали радове Гилберта и Саливана у Британији те године. Слично томе, у САД је почетком 20. вијека основано више од 100 позоришних заједница. Овај број је порастао на 18.000 у САД. Удружење образовних позоришних заједница у САД има скоро 5.000 школа чланица.

## Релевантност
Бродвеј лига је саопштила да је у сезони 2007/08 купљено 12,27 милиона карата за бродвејске представе за бруто износ од скоро милијарду долара. Лига је даље извијестила да су током сезоне 2006/07 приближно 65% карата за Бродвеј купили туристи, а да су страни туристи чинили 16% укупног броја посјетилаца. Друштво лондонског театра извијестило је да је 2007. постављен рекорд по броју посјетилаца у Лондону. Укупан број посјетилаца у главним комерцијалним и бесповратним позориштима у централном Лондону био је 13,6 милиона, а укупни приходи од улазница 469,7 милиона фунти. Такође, међународна музичка сцена је била посебно активна последњих година. Стивен Сондхајм је прокоментарисао 2000. годину:
Имате двије врсте представа на Бродвеју — оживљавања и исте врсте мјузикла изнова и изнова, сви спектакли. Добијате улазнице за Краља лавова годину дана унапријед, а у суштини породица ... пренесите својој дјеци идеју да је то оно што је позориште - спектакуларни мјузикл који видите једном годишње, сценска верзија филма. То уопште нема везе са позориштем. То има везе са оним што је познато... не мислим да ће позориште умријети само по себи, али то никада неће бити оно што је било .... То је туристичка атракција“.
Међутим, примјећујући успјех оригиналног материјала у последњим деценијама и креативно преиспитивање филма, представе и књижевности, историчар позоришта Џон Керик се супротставио:
Је ли мјузикл мртав? ... Апсолутно не! Промјена? Увијек! Мјузикл се мијења стално откако је Жак Офенбах урадио своје прво преписивање 1850-их. А промјена је најјаснији знак да је мјузикл још увијек живи, растући жанр. Да ли ћемо се икада вратити у такозвано „златно доба“, са мјузиклима у центру популарне културе? Вјероватно не. Јавни укус претрпиио је фундаменталне промјене, а комерцијална умјетност може тећи само тамо гдје то публика која плаћа дозвољава.